# Ито, Кэнъити
Кенъити Ито (яп. 伊藤 健一 いとう けんいち, Itō Ken'ichi) рождён 8 мая 1982 года, японский атлет из Токио. Он вошёл в книгу рекордов Гиннесса, пробежав 6 ноября 2015 года стометровку на четвереньках, за 15,71 секунды в олимпийском парке Комадзава в Токио. Он улучшил предыдущий рекорд Хацуми Тамакоси (15,86 секунд) на 0,15 секунды. До Тамакоси рекорд принадлежал Ито: 16,87 секунд, 14 ноября 2013 года. Он также имел рекорд до этого, пробежав 15 ноября 2012 года за 17,47 секунд, и рекорд в 2008 году 18,58 секунд.
Ито девять лет изучал, как двигаются такие животные, как мартышки-гусары. Раньше он работал уборщиком и мыл полы на четвереньках, чтобы практиковаться в беге на четвереньках. В 2016 году он руководил компанией, занимающейся солнечной энергией. Его можно увидеть в клипе «My Love Is My Disease» австралийской группы The Jezabels.